# Юркино (Сосновский сельсовет, Вологодский район)
Юркино — деревня в Вологодском районе Вологодской области на реке Ёма.
Входит в состав Сосновского сельского поселения, с точки зрения административно-территориального деления — в Сосновский сельсовет.
Расстояние по автодороге до районного центра Вологды — 31 км, до центра муниципального образования Сосновки — 11 км. Ближайшие населённые пункты — Степаново, Анциферово, Молитвино, Киндеево.
По переписи 2002 года население — 9 человек.